# ハビブ・ハビブ
ムハマドゥ・ハビブ・ハビブ（フランス語: Mouhamadou Habib Habibou、1987年4月16日 - ）は、中央アフリカ共和国とフランスのサッカー選手。中央アフリカ共和国代表。ポジションはFW。

## クラブ歴
パリ・サンジェルマンFCの下部組織出身。しかしトップチームに昇格する事は出来ず、ベルギーのシャルルロワSCで選手となった。2007年にAFCテュビズに期限付き移籍すると13試合10得点の結果を残したため、リーガ1のFCステアウア・ブカレストに期限付き移籍する事となった。
2010年にSVズルテ・ワレヘムに完全移籍。背番号は7番。2011年にブライトン・アンド・ホーヴ・アルビオンFCの、同年12月にウェストハム・ユナイテッドFCのトライアルに参加したものの、イングランド移籍は結実しなかった。しかし2012-13シーズンの前半13試合で6得点の結果を残し、クイーンズ・パーク・レンジャーズFC、リーズ・ユナイテッドFCに練習参加。クイーンズ・パーク・レンジャーズはフランス代表のロイク・レミーを獲得したため、彼の移籍話は立ち消えとなった。しかし、リーズ・ユナイテッドのルシアーノ・ベッキオが移籍したため、冬の移籍市場でベッキオの代わりとして念願のイングランド移籍となった。移籍が発表されたのは移籍市場最終日の2013年1月31日で、買取オプションつきの半年の期限付き移籍という形になった。2月2日の試合で移籍後初出場となり、イングランドデビューを果たした。しかしスターティングメンバーに名を連ねたのは一回のみで、5月3日には買取オプションを行使しない事がリーズ・ユナイテッド側から発表された。
2014年1月にKAAヘントに完全移籍。
2014年9月1日にスタッド・レンヌに3年契約で完全移籍。1シーズンで26試合3得点という結果で、2016年1月にスュペル・リグのガズィアンテプスポルに期限付き移籍。9試合に出場したものの無得点でフランスに戻った。
2017年1月にリーグ・ドゥのRCランスに2年契約で加入。同年夏にカタール・スターズリーグのカタールSCに移籍した。
2018年夏にマッカビ・ペタク・チクヴァFCに移籍。2019年夏にプロキシマス・リーグのスポルティング・ロケレンに加入するも半年で退団した。

## 代表歴
2012年10月14日、アフリカネイションズカップ2013予選のブルキナファソ代表戦に挑む中央アフリカ共和国代表に招集された。しかしこの試合では出場しなかった。代表初出場は2016年9月4日に行われたコンゴ民主共和国代表戦であった。2018年11月18日に行われたアフリカネイションズカップ2019予選・グループHのルワンダ代表戦で2年2ヶ月ぶりに代表で出場し、代表初得点を記録した。

## 家族
いとこのジョフレイ・コンドグビア、エヴァンス・コンドグビアも中央アフリカ共和国代表のサッカー選手。

## エピソード
2010年、ズルテ・ワレヘム対スポルティング・ロケレン戦のピッチにアヒルが紛れ込んだため、彼はこれを捕まえて広告の後ろ側に放った。